# Justicia lilloana
Justicia lilloana là một loài thực vật có hoa trong họ Ô rô. Loài này được Ariza Esp. mô tả khoa học đầu tiên năm 1971.